# 2e conseil des ministres de la Saskatchewan
1er conseil des ministres 3e conseil des ministres
Le 2e conseil des ministres de la Saskatchewan (en anglais : 2nd Saskatchewan Ministry) est le gouvernement de la Saskatchewan de 1916 à 1922.

## Gouvernement

### Composition initiale (20 octobre 1916)
| Fonction                                                                                               | Titulaire | Titulaire                          | Parti   |
| --- | --------- | ---------------------------------- | ------- |
| Président du conseil exécutif Ministre des Chemins de fer Ministre des Routes (à partir du 02/04/1917) |           | James Alexander Calder             | Libéral |
| Ministre de l'Agriculture                                                                              |           | William Richard Motherwell         | Libéral |
| Procureur général Secrétaire Provincial                                                                |           | William Ferdinand Alphonse Turgeon | Libéral |
| Ministre de l'Éducation                                                                                |           | William Melville Martin            | Libéral |
| Ministre des Affaires municipales                                                                      |           | George Langley                     | Libéral |
| Trésorier provincial                                                                                   |           | Charles Avery Dunning              | Libéral |
| Ministre des Travaux publics                                                                           |           | Archibald Peter McNab              | Libéral |
| Ministre des Téléphones                                                                                |           | George Alexander Bell              | Libéral |

### Remaniement du 20 octobre 1917
| Fonction                                              | Titulaire | Titulaire                          | Parti   |
| ----------------------------------------------------- | --------- | ---------------------------------- | ------- |
| Président du conseil exécutif Ministre de l'Éducation |           | William Melville Martin            | Libéral |
| Ministre de l'Agriculture                             |           | William Richard Motherwell         | Libéral |
| Procureur général Secrétaire Provincial               |           | William Ferdinand Alphonse Turgeon | Libéral |
| Ministre des Routes                                   |           | Samuel John Latta                  | Libéral |
| Ministre des Affaires municipales                     |           | George Langley                     | Libéral |
| Trésorier provincial Ministre des Chemins de fer      |           | Charles Avery Dunning              | Libéral |
| Ministre des Travaux publics                          |           | Archibald Peter McNab              | Libéral |
| Ministre des Téléphones                               |           | George Alexander Bell              | Libéral |

### Remaniement du 16 mai 1918
| Fonction                                                                             | Titulaire | Titulaire                                        | Parti   |
| ------------------------------------------------------------------------------------ | --------- | ------------------------------------------------ | ------- |
| Président du conseil exécutif Ministre de l'Éducation                                |           | William Melville Martin                          | Libéral |
| Ministre de l'Agriculture                                                            |           | William Richard Motherwell (jusqu'au 10/12/1918) | Libéral |
| Procureur général                                                                    |           | William Ferdinand Alphonse Turgeon               | Libéral |
| Ministre des Routes                                                                  |           | Samuel John Latta                                | Libéral |
| Ministre des Affaires municipales Ministre de l'Agriculture (à partir du 13/12/1918) |           | George Langley                                   | Libéral |
| Secrétaire Provincial                                                                |           | William Erskine Knowles                          | Libéral |
| Trésorier provincial Ministre des Chemins de fer Ministre des Téléphones             |           | Charles Avery Dunning                            | Libéral |
| Ministre des Travaux publics                                                         |           | Archibald Peter McNab                            | Libéral |

### Remaniement du 15 février 1919
| Fonction | Titulaire | Titulaire                          | Parti   |
| --- | --------- | ---------------------------------- | ------- |
| Président du conseil exécutif Ministre de l'Éducation Ministre des Chemins de fer Ministre des Téléphones et Télégraphes (à partir du 01/03/1921) |           | William Melville Martin            | Libéral |
| Ministre de l'Agriculture (jusqu'au 26/04/1920) Trésorier provincial                                                                              |           | Charles Avery Dunning              | Libéral |
| Ministre de l'Agriculture (à partir du 26/04/1920)                                                                                                |           | Charles McGill Hamilton            | Libéral |
| Procureur général |           | William Ferdinand Alphonse Turgeon | Libéral |
| Ministre des Routes |           | Samuel John Latta                  | Libéral |
| Ministre des Affaires municipales |           | George Langley                     | Libéral |
| Secrétaire Provincial (jusqu'au 28/02/1921) Ministre des Téléphones (jusqu'au 01/03/1921)                                                         |           | William Erskine Knowles            | Libéral |
| Ministre des Travaux publics |           | Archibald Peter McNab              | Libéral |

### Remaniement du 14 mars 1921
| Fonction | Titulaire | Titulaire               | Parti       |
| --- | --------- | ----------------------- | ----------- |
| Président du conseil exécutif Procureur général Ministre de l'Éducation Ministre des Chemins de fer Ministre des Téléphones et Télégraphes (jusqu'au 28/05/1921) |           | William Melville Martin | Libéral     |
| Ministre de l'Agriculture |           | Charles McGill Hamilton | Libéral     |
| Trésorier provincial |           | Charles Avery Dunning   | Libéral     |
| Ministre des Routes Secrétaire Provincial |           | Samuel John Latta       | Libéral     |
| Ministre des Affaires municipales |           | George Langley          | Libéral     |
| Ministre des Travaux publics |           | Archibald Peter McNab   | Libéral     |
| Ministre des Téléphones et Télégraphes (à partir du 28/05/1921)                                                                                                  |           | John Archibald Maharg   | Indépendant |

### Remaniement du 14 juin 1921
| Fonction | Titulaire | Titulaire                                   | Parti       |
| --- | --------- | ------------------------------------------- | ----------- |
| Président du conseil exécutif Procureur général Ministre des Chemins de fer Ministre des Téléphones et Télégraphes |           | William Melville Martin                     | Libéral     |
| Ministre de l'Agriculture                                                                                          |           | John Archibald Maharg (jusqu'au 07/12/1921) | Indépendant |
| Ministre de l'Éducation                                                                                            |           | Samuel John Latta                           | Libéral     |
| Ministre des Routes Ministre des Affaires municipales (à partir du 20/10/1921)                                     |           | Charles McGill Hamilton                     | Libéral     |
| Ministre des Affaires municipales (jusqu'au 20/10/1921)                                                            |           | George Langley                              | Libéral     |
| Secrétaire Provincial Trésorier provincial                                                                         |           | Charles Avery Dunning                       | Libéral     |
| Ministre des Travaux publics                                                                                       |           | Archibald Peter McNab                       | Libéral     |

### Remaniement du 12 décembre 1921
| Fonction | Titulaire | Titulaire               | Parti   |
| --- | --------- | ----------------------- | ------- |
| Président du conseil exécutif Procureur général Ministre des Chemins de fer Ministre des Téléphones et Télégraphes |           | William Melville Martin | Libéral |
| Ministre de l'Agriculture Ministre des Routes                                                                      |           | Charles McGill Hamilton | Libéral |
| Ministre de l'Éducation                                                                                            |           | Samuel John Latta       | Libéral |
| Ministre des Affaires municipales Secrétaire Provincial Trésorier provincial                                       |           | Charles Avery Dunning   | Libéral |
| Ministre des Travaux publics                                                                                       |           | Archibald Peter McNab   | Libéral |